# جول مراد حليموف
جول مراد سليماويج حليموف (بالطاجيكية: Гулмурод Салимович Ҳалимов) كان قائد القوات الخاصة في شرطة طاجيكستان، أعلن انشقاقه ثم انضم إلى تنظيم الدولة الإسلامية، ثم أصبح قائدًا عسكريًا في تنظيم الدولة الإسلامية. في 8 سبتمبر 2017 ادعت القوات الروسية مقتله في دير الزور مع أبي محمد الشمالي. بينما لم تؤكد الخبر أيًا من قوات تنظيم الدولة الإسلامية أو القوات الأمريكية، وما زالت السلطات الأمريكية تعلن عن مكافأة 3 ملايين دولار لمن يدلي بمعلومات عنه.

## تاريخه
ولد في 14 مايو 1975 في محافظة ورزاب في طاجيكستان، والتي كانت حينيذٍ جزءًا من الاتحاد السوفياتي.

### التدريب في الولايات المتحدة الأمريكية
من 2003 إلى 2014، شارك حليموف في خمس دورات تدريبية لمكافحة الإرهاب في الولايات المتحدة وطاجيكستان، وكان يُشرِف على هذه التدريبات الأمن الدبلوماسي التابع لوزارة الخارجية الأمريكية وبرنامج مكافحة الإرهاب.

## تنظيم الدولة الإسلامية
اختفى حليموف من طاجيكستان في أواخر أبريل 2015، ولم يُعرَف مكانه حتى ظهر في فيديو أصدره لتنظيم الدولة الإسلامية في 28 مايو 2015.

### رد فعل حكومة طاجيكستان
في 29 مايو 2015، أعلن المدعي العام في طاجيكستان أن تم فتح تحقيق عن حادثة حليموف. وفي 3 يونيو، قال مكتب المدعي العام قال أن العقيد جول مراد حليموف هو مطلوب من أجل جرائم من بينها الخيانة العظمى والمشاركة في عمليات عسكرية في الخارج.